# فانيسا زيما
فانيسا زيما (بالإنجليزية: Vanessa Zima)‏ هي ممثلة أمريكية، ولدت في 17 ديسمبر 1986 في الولايات المتحدة.

## أعمال

### مسلسلات
- فضيحة[4]
- هاوس

## وصلات خارجية
- فانيسا زيما على موقع IMDb (الإنجليزية)
- فانيسا زيما على موقع ألو سيني (الفرنسية)
- فانيسا زيما على موقع أول موفي (الإنجليزية)
- فانيسا زيما على موقع قاعدة بيانات الأفلام السويدية (السويدية)
- فانيسا زيما على موقع قاعدة بيانات الفيلم (الإنجليزية)
- فانيسا زيما على موقع كينوبويسك (الروسية)